# Neblina-Uakari
Neblina-Uakari

Link zum Bild

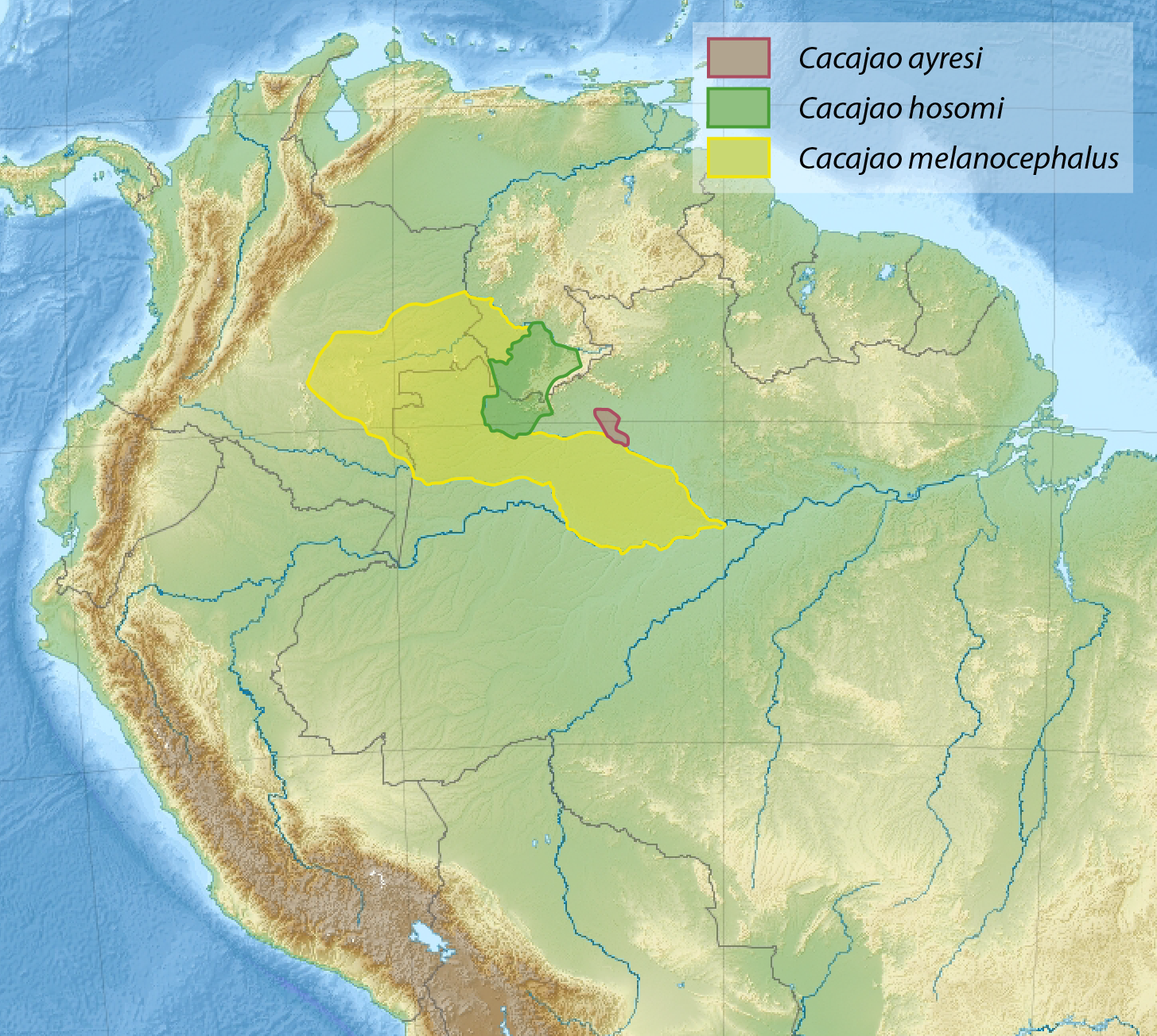
Grün – das Verbreitungsgebiet des Neblina-Uakaris

Der Neblina-Uakari (Cacajao hosomi) ist eine Affenart aus der Gattung der Uakaris innerhalb der Familie der Sakiaffen (Pitheciidae). Neblina-Uakaris bewohnen ein kleines Gebiet, im nördlichen Brasilien und südlichen Venezuela. Es wird im Süden und Westen vom Rio Negro, im Osten vom Rio Marauiá und im Norden vom Orinoco und Río Casiquiare begrenzt wird.

## Merkmale
Der Neblina-Uakari ist die größte Art der schwarzen Uakaris. Die Kopfrumpflänge beträgt 42 bis 49 Zentimeter, der Schwanz ist wie bei allen Uakaris deutlich verkürzt und misst 14 bis 22 Zentimeter. Das Gewicht beträgt 1,8 bis 4,5 Kilogramm. Das Fell ist lang und dick und überwiegend schwarz gefärbt, der mittlere und hintere Rückenbereich, der Schwanz, sowie Arme und Beine sind rötlichbraun. Brust und Bauch sind mit relativ spärlichen schwärzlichen oder rötlichen Haar bedeckt. Das Schwanzende ist schwarz. Die Haare an der Schulterregion sind verlängert (ca. 9 cm lang) und bilden einen deutlich sichtbaren Mantel. Der Kopf ist mit Ausnahme der Oberseite unbehaart, er ist schwarz gefärbt. Die Ohren sind vollständig von Haaren bedeckt.
Verglichen mit den zwei anderen schwarzen Uakariarten hat der Neblina-Uakari das dichteste und längste Fell und lässt sich durch seine rotbraune Färbung auf dem Rücken, dem Schwanz und den Gliedmaßen gut von diesen unterscheiden.

## Lebensweise
Neblina-Uakaris leben in Höhen von 100 bis 500 Metern über NN. in permanent oder saisonal überfluteten Tieflandregenwäldern (Igapó-Wald) an den Ufern von Schwarzwasserflüssen, in Palmensümpfen, in Terra-Firme-Wäldern und in Trockenwäldern mit ähnlicher Vegetation wie in der Caatinga. Bevorzugt halten sich die Affen im oberen Kronenbereich der Bäume auf, kommen in überschwemmten Wäldern jedoch recht häufig auch in die Strauch- und Schlingpflanzenregion nah der Wasseroberfläche. Sie leben in großen Gruppen (35 bis 100 Exemplare) mit zahlreichen Männchen und Weibchen. Bei ihren täglichen Wanderungen bewegen sie sich über eine Distanz von 1200 bis 4400 Metern. Insgesamt verbrachte eine gut untersuchte, ca. 70 Einzeltiere umfassende Gruppe im Pico-da-Neblina-Nationalpark 31 % der Tageszeit mit der Nahrungssuche, 20 % mit dem Fressen, 27 % mit der Fortbewegung und 22 % mit Ausruhen. Neblina-Uakaris ernähren sich vor allem von den Samen hartschaliger Früchte, die in ihrem lebensraum vor allem bei Hülsenfrüchtlern, Palmengewächsen, Sapotengewächsen, Topffruchtbaumgewächsen und Wolfsmilchgewächsen zu finden sind. Samen und Fruchtfleisch dieser Sorten hatten bei der oben erwähnten Gruppe einen Anteil von ca. 90 % an der aufgenommenen Nahrung. Dabei wurden zu mehr als zwei Drittel unreife Früchte genutzt und zu weniger als eine Drittel reife. Der Rest der Nahrung besteht aus Blüten, Knospen, Blättern und Gliederfüßern (2 %), darunter Spinnen, Ameisen, Heuschrecken und Schaben. Weibchen gebären nach einer Trächtigkeitsdauer von ca. 190 Tagen ein einzelnes Jungtier. Im Pico-da-Neblina-Nationalpark werden die Jungtiere zu Beginn der Regenzeit geboren, da dann die meisten Früchte zur Verfügung stehen.

## Systematik
Der Neblina-Uakari wurde 2008 als eine vom Schwarzkopf-Uakari (Cacajao melanocephalus) getrennte Art beschrieben und nach dem Yanomami-Wort „hosomï“ für Uakaris benannt. Der deutsche Name leitet sich vom Pico-da-Neblina-Nationalpark ab, wo Exemplare der Art leben. Ferrari und Kollegen gaben dem Neblina-Uakari den Rang einer Unterart des Schwarzgesicht-Uakaris. Die IUCN listet ihn seit 2021 als eigenständige Art und auch in anderen taxonomischen Datenbanken wird der Neblina-Uakari heute als valide Art geführt.

## Gefährdung
Die IUCN listet den Neblina-Uakari aufgrund der starken Bejagung durch Caboclos, Yanomami und illegale Goldsucher als gefährdet (vulnerable).